# Datxne (Bakhtxissarai)
|  | Per a altres significats, vegeu «Datxne». |

Datxne (en (ucraïnès): Дачне) és un poble de la República Autònoma de Crimea a Ucraïna, que el 2014 tenia 266 habitants. Pertany al districte de Bakhtxissarai. Fins al 1948 la vila es deia Tolé.

## Població
Segons les dades del 2001 la composició de la població de la vila de Datxne d'acord amb la llengua que empren és la següent:
| Llengua | %    |
| ------- | ---- |
| Tàtar   | 61,5 |
| Rus     | 37   |
| Altres  | 1    |